# Setodes meghavarna
Setodes meghavarna är en nattsländeart som beskrevs av Schmid 1987. Setodes meghavarna ingår i släktet Setodes och familjen långhornssländor. Inga underarter finns listade i Catalogue of Life.